# Brian Benben
Brian Edward Benben  (ur. 18 czerwca 1956 w Winchester) – amerykański aktor telewizyjny, teatralny i filmowy.

## Życiorys
Urodził się w Winchester w stanie Wirginia jako syn Glorii Patricii (z domu Coffman) i Petera Michaela Benbena Seniora, producenta handlowego. Jego dziadkowie ze strony ojca, Edward Benben i Agnes Kozyra, byli Polakami. Uczęszczał do szkoły średniej w Marlboro, a następnie przez dwa lata studiował w Ulster County Community College w Stone Ridge.
Już w wieku 17 lat zaczął występować w teatrach off-off-broadwayowskich. W 1983 zadebiutował na Broadwayu w przedstawieniu Slab Boys u boku Kevina Bacona, Seana Penna, Vala Kilmera i Jackiego Earle’a Haleya. 
Zagrał postać Michaela Laskera w miniserialu NBC Kroniki gangsterskie (The Gangster Chronicles, 1981) w reżyserii Richarda Sarafiana z Michaelem Nourim (Lucky Luciano) i Joe Pennym (Bugsy Siegel). Regularnie występował jako doktor Mark Doyle w krótkotrwałym serialu medycznym CBS Kay O'Brien (1986), ale jego przełomową rolą była postać rozwiedzionego redaktora książek Martina Tuppera w sitcomie HBO Życie jak sen (Dream On, 1990-1996), za którą w 1993 zdobył nagrodę CableACE Awards w kategorii „Aktor w serialu komediowym”, ponadto był do niej nominowany w 1994, 1995 i 1996. W dokumentalnym dramacie historycznym Conspiracy: The Trial of the Chicago 8 (1987) zagrał radykalnego w latach 60. działacza społecznego i politycznego, pisarza i polityka Toma Haydena. Jego sitcom z wiadomościami telewizyjnymi The Brian Benben Show (1998) trwał tylko osiem odcinków.
Ponadto występował gościnnie w serialach takich jak: Opowieści z ciemnej strony (1986), Matlock (1988), Mistrzowie horroru (2005), Grace i Frankie (2015) i Roadies (2016).

## Życie prywatne
8 sierpnia 1986 ożenił się z aktorką Madeleine Stowe, mają córkę May Theodorę (ur. 1996). 
Prowadzi farmę hodowlaną niedaleko Fredericksburgu w Teksasie.

## Filmografia

### Filmy
- 1981: Gangster Wars jako agent specjalny Michael Lasker
- 1983: Family Business jako David
- 1987: Conspiracy: The Trial of the Chicago 8 jako Tom Hayden
- 1988: Czysty i trzeźwy jako Martin Laux
- 1989: Niebezpieczne opętanie jako Nathan Weinschank
- 1990: Mroczny anioł jako agent specjalny Laurence Smith
- 1994: Zabójcze radio jako Roger Henderson
- 1997: Comfort, Texas jako Brian
- 2001: Siostra Mary jako Gary Sullivan
- 2001: Kino „Flamingo” jako Hubert T. Lee
- 2001: The Mastersons of Manhattan jako Joseph Finley

## Seriale
- The Gangster Chronicles jako Michael Lasker
- Życie jak sen jako Martin Tupper
- Zwariowana Telewizja jako Brian Benben
- Król koki jako Heywood Klein
- Prywatna praktyka jako Sheldon Wallace
- Oszuści jako Max